# Vùng hồ Pomorskie
Vùng hồ Pomorskie (tiếng Ba Lan: Pojezierze Pomorskie), hay vùng hồ Pomerania, là một vùng đất nằm ở phía đông của vùng Zachodniopomorskie ở Tây Bắc Ba Lan.
Vùng đất hồ này nằm ở tận cùng chân đồi của vùng cao Baltic (là một chuỗi những ngọn đồi băng tích dài khoảng 200 kilômét (120 mi) chiều rộng giáp biên giới phía nam biển Baltic từ bán đảo Jutland đến Estonia). Nơi này bao gồm vô số hồ nước. Nó là dấu tích còn lại của thời kỳ băng hà và nằm trọn giữa những đồi băng tích thấp. Cao nguyên vùng đất hồ rất giống với các khu vực của các quận hồ Masurian và Mecklenburg và Holstein Thụy Sĩ.
Hồ lớn nhất của vùng đất này là Hồ Drawsko (tiếng Đức: Dratzigsee; 18.66   km²), sông Drawa chảy qua đó - con sông quan trọng nhất trong khu vực. Các khu định cư chính của nó là Czaplinek, Szczecinek và Połczyn Zdrój (thuộc huyện Świdwiński, tỉnh Zachodniopomorskie ở tây-bắc Ba Lan). Bởi vì qua đó Vùng hồ Pomeranian ít được biết đến hơn so với Quận Hồ Masurian, nên nó hoang sơ và không được phát triển du lịch.

## Văn chương
- Wilhelm Halbfass: Beiträge zur Kenntni der Pommerschen Seen. Mit 6 Karten. Perthes, Gotha 1901 (Dr. Ergänzungsheft 136, ZDB-ID 241574-4